# Karl von Miltitz
Karl von Miltitz, född cirka 1490 i Rabenau eller i Scharfenberg, död den 20 november 1529 i Steinheim am Main, var påvlig kammarherre och tillika kurfursten Fredrik III:s av Sachsen agent vid det påvliga hovet.
Miltitz sändes 1518 till hertigdömet Sachsen i uppgivet syfte att dela ut Gyllene rosen till kurfursten, i verkligheten för att sedan Thomas Cajetanus försök i liknande riktning misslyckats söka vinna Martin Luther för Rom eller åtminstone förmå honom till tystnad, under förutsättning att hans motståndare avgav ett liknande löfte. Miltitz strävanden i denna senare riktning syntes till en början, vid ett samtal med Luther i Altenburg i januari 1519, ha utsikt att lyckas, men blev dock slutligen, efter två nya sammanträffanden med Luther, resultatlösa. På en senare resa i Tyskland avled Miltitz genom drunkning i Main, 1529.